# Fernand Bisson de La Roque
Fernand Bisson de La Roque, né le 30 juin 1885 à Bourseville (Somme), mort le 1er mai 1958 à Neuilly-sur-Seine, est un égyptologue et archéologue français.

## Biographie
Après des études à l'école des langues orientales, à l'école du Louvre et à l'école des hautes études de la Sorbonne, il est nommé pensionnaire en 1912 de l'institut français d'archéologie orientale.
De 1922 à 1924, il dirige un chantier de fouilles à Abou Rawash d'où il exhume le sarcophage et la tête du roi Djédefrê.
Puis jusqu'en 1932, il se consacre au dégagement du sanctuaire de Montou à Médamoud, avec notamment Alexandre Varille.
De 1932 à 1950, il participe aux fouilles de Tôd, dégageant le temple, son bassin sacré et son dromos.

## Campagnes de fouilles
- 1921 à 1924 : pyramide de Djédefrê à Abou Rawash ;
- 1925 à 1932 : temple de Montou à Médamoud, au nord-est de Thèbes ;
- 1932 à 1950 : temple de Montou à Tôd (autrefois Djerty), au sud-est de Thèbes.

## Publications
- Rapport sur les fouilles d'Abou-Roasch, Le Caire, Institut français d'archéologie orientale, 1922, 1923, 1924 ;
- Fouilles de l’Institut français d’archéologie orientale du Caire, Le Caire, 1937 [détail des éditions] ;
- avec G. Contenau et Fernand Chapouthier, Le trésor de Tod, Le Caire, Institut français d'archéologie orientale, 1953.